# Basterotia peninsularis
Basterotia peninsularis är en musselart som först beskrevs av Jordan 1936.  Basterotia peninsularis ingår i släktet Basterotia och familjen Sportellidae. Inga underarter finns listade i Catalogue of Life.